# Benoît VII
Pour les articles homonymes, voir Benoît.
Benoît VII est le 135e pape de l'Église catholique d'octobre 974 à sa mort le 10 juillet 983. Son pontificat dure 8 ans et 9 mois. Il eut, comme Benoît VI, à lutter contre l'antipape Boniface VII.

## Biographie
Né à Rome, fils de David, et auparavant évêque de Diocèse de Sutri (it), le futur Benoît VII appartenait à la famille des comtes de Tusculum, pivot politique de la noblesse romaine. Il était lié au prince Albéric II de Spolète (932–954) et apparenté à la famille des Crescenzi.
Il fut élu par le clergé romain et le peuple sous l'influence de Sicco, envoyé impérial de l'empereur du Saint-Empire Otton II (973–983), comme candidat de compromis pour remplacer l'antipape Boniface VII (974, 984–985). Ce dernier fut excommunié et tenta sans succès de ressaisir la papauté.

## Pontificat
Il gouverna Rome paisiblement pendant près de neuf ans, chose assez rare en ces temps là. Il promut le monachisme et la réforme ecclésiastique de concert avec l'empereur Otton II. Il consacra aussi le prêtre Jacques qui lui avait été envoyé par le peuple de Carthage « pour aider la malheureuse province d'Afrique ».
En mars 981, il présida à Saint-Pierre un synode qui interdisait la simonie, pratique devenue très générale dans l'Église et qui avait, entre autres effets, celui d'accroître le nombre des prêtres mariés : ces derniers en effet avaient obtenu que leurs fils légitimes héritassent des bénéfices et des charges que leurs pères avaient achetées.
Il visita la ville d'Orvieto avec son neveu, Filippo Alberici, qui devait s'y installer plus tard et devint consul de cette Cité-État en 1016. La famille des Alberici y vit encore aujourd'hui.

## Bulles
- 974 - Baniolum cum Ecclefia et altare ceterif appenditiis, recopié dans le diplôme des rois Lothaire et Louis V le Fainéant, confirmant les terres, églises et autels qui leur sont confirmés en conséquence de chartres antérieures[2].

## Sources
- La Catholic Encyclopedia de 1913 (domaine public) écrivait :

« La source principale pour l'histoire des neuf premiers papes qui portaient le nom de Benoît est la biographie dans le Liber Pontificalis, dont l'édition la plus utile est celle de Duchesne, Le Liber Pontificalis (Paris, 1886-1892), et la plus récente celle de Mommsen, Gesta Pontif. Roman. (elle ne va que jusqu'à la fin du règne de Constantin, Berlin, 1898). Jaffé, Regesta Pont. Rom. (2e éd., Leipzig, 1885), donne un résumé des lettres de chaque pape et dit où on peut les lire intégralement. Des études récentes sur ces papes se trouvent dans toute histoire de l'Église importante, ou toute histoire de la ville de Rome. En anglais la plus complète est Mann, Lives of the Popes in the Early Middle Ages (Londres, 1902, passim) ».